# Evie Richards
Evie Richards (Malvern, 11 marzo 1997) è una mountain biker e ciclocrossista britannica.

## Carriera
Nel ciclocross ha vinto due mondiali nella categoria Under-23, nel 2016 e nel 2018; nel 2021 si è invece laureata campionessa del mondo di mountain bike nella rassegna iridata di Val di Sole.

## Palmarès

### Mountain biking
- 2016

2ª prova British Cross-Country Series, Cross country (Plymouth)
3ª prova British Cross-Country Series, Cross country (Dalby Forest)
3ª prova British Cross-Country Series, Cross country (Builth Wells)
KitzAlpBike Festival, Cross country (Kirchberg in Tirol)
Campionati britannici, Cross country Under-23
Windham Pro GRT/XCT, (Windham)
- 2017

1ª prova British Cross-Country Series, Cross country (Llanelli)
3ª prova British Cross-Country Series, Cross country (Richmond)
2ª prova Coppa del mondo, Cross country Under-23 (Albstadt)
Copa Catalana Internacional, Cross country (La Vall de Boí)
Campionati britannici, Cross country Under-23
- 2018

Campionati britannici, Cross country Under-23
5ª prova British Cross-Country Series, Cross country (Builth Wells)
- 2019

5ª prova Internazionali d'Italia Series, Cross country (La Thuile)
Campionati britannici, Cross country Under-23
7ª prova Coppa del mondo, Cross country Under-23 (Snowshoe)
- 2020

Copa Catalana Internacional, Cross country (Banyoles)
Górale na Start, Cross country (Wałbrzych)
1ª prova Coppa del mondo, Cross country short track (Nové Město na Moravě)
2ª prova Coppa del mondo, Cross country short track (Nové Město na Moravě)
- 2021

Copa Catalana Internacional, Cross country (Banyoles)
Swiss Bike Cup Gränichen, Cross country (Gränichen)
5ª prova Internazionali d'Italia Series, Cross country (La Thuile)
Campionati del mondo, Cross country Elite
5ª prova Coppa del mondo, Cross country (Lenzerheide)
6ª prova Coppa del mondo, Cross country (Snowshoe)
6ª prova Coppa del mondo, Cross country short track (Snowshoe)
- 2022

Copa Catalana Internacional, Cross country (Banyoles)
- 2024

Campionati del mondo, Cross country short track

### Ciclocross
- 2015-2016

National Trophy Series, (Bradford)
Campionati britannici, Under-23
Campionati del mondo, Under-23
- 2016-2017

National Trophy Series, (Abergavenny)
Campionati britannici, Under-23
- 2017-2018

Cyclo-cross de la Citadelle, 6ª prova Coppa del mondo (Namur)
Campionati britannici, Under-23
Campionati del mondo, Under-23
- 2018-2019

Trek Cup, (Waterloo)

## Piazzamenti

### Competizioni mondiali
- Campionati del mondo di mountain bike

Lillehammer-Hafjell 2014 - Cross country Junior: 6ª
Vallnord 2015 - Cross country Junior: 2ª
Nové Město na Moravě 2016 - Cross country Under-23: 4ª
Cairns 2017 - Staffetta a squadre: 4ª
Cairns 2017 - Cross country Under-23: ritirata
Lenzerheide 2018 - Staffetta a squadre: 11ª
Lenzerheide 2018 - Cross country Under-23: ritirata
Mont-Sainte-Anne 2019 - Staffetta a squadre: 6ª
Mont-Sainte-Anne 2019 - Cross country Under-23: 4ª
Leogang 2020 - Cross country Elite: 13ª
Val di Sole 2021 - Cross country Elite: vincitrice
Val di Sole 2021 - Cross country short track: 2ª
Glasgow 2023 - Cross country short track: 3ª
Vallnord 2024 - Cross country short track: vincitrice
- Campionati del mondo di ciclocross

Heusden-Zolder 2016 - Under-23: vincitrice
Bieles 2017 - Under-23: 3ª
Valkenburg 2018 - Under-23: vincitrice
Dübendorf 2020 - Elite: 6ª
Ostenda 2021 - Elite: 7ª
- Giochi olimpici

Tokyo 2020 - Cross country: 7ª
Parigi 2024 - Cross country: 5ª

### Competizioni europee
- Campionati europei di mountain bike

Huskvarna 2016 - Staffetta a squadre: 5ª
Huskvarna 2016 - Cross country Under-23: 3ª
Monte Tamaro 2020 - Cross country Elite: 4ª